# Juillet 2001

## Dimanche1erjuillet2001
- Du 1er au 3 juillet, visite d'État du président français Jacques Chirac en Russie.
- Formule 1 : Grand Prix de France.

## Lundi2 juillet 2001
- En France
  - Le procureur de la République de Paris, Jean-Pierre Dintilhac estime que le président Jacques Chirac peut être entendu dans l'affaire des abus sociaux de la ville de Paris. 
    - L'enquête porte sur le paiement en espèces de billets d'avions utilisés par ce dernier, ses proches et son entourage, entre décembre 1992 et mars 1995, alors qu'il était le maire de Paris.

  - Une enquête du magazine Auto-Plus sur les déplacements des dirigeants écologistes prétend montrer le peu de citoyenneté de ces derniers.
    - La ministre de l'Environnement Dominique Voynet ne se déplacerait qu'en voiture, y compris sur les très courts trajets (moins de 1 km), et son chauffeur laisserait tourner en permanence le moteur au ralenti afin de faire fonctionner la climatisation.
    - Le candidat Vert à la présidentielle Alain Lipietz se déplacerait lui aussi exclusivement en voiture.
    - L'ex-secrétaire national des Verts Jean-Luc Bennahmias roulerait exclusivement dans une Renault 19 de première génération, et dépourvue de catalyseur.
    - Le député-maire de Bègles, Noël Mamère, circulerait à Paris à bicyclette, mais exclusivement en Peugeot 406 V6 dans sa circonscription girondine.
    - L'adjoint au maire de Paris, Yves Contassot, circulerait lui dans un véhicule fonctionnant au GPL et utiliserait une bicyclette.
- Aux États-Unis, le fabricant américain de composants optiques Agere Systems annonce la suppression de quatre mille emplois, au vu de la crise de l'industrie des semi-conducteurs.
- En Ulster, la démission de David Trimble, chef du Parti unioniste d’Ulster (UUP, protestant), de son poste de Premier ministre, remet en cause le processus de paix.

## Mardi3 juillet 2001
- L'ancien président Slobodan Milošević comparait pour la première fois devant le Tribunal pénal international pour l'ex-Yougoslavie (TPIY) de La Haye. Il le qualifie de « faux tribunal » n'ayant d'autre but que de « produire une fausse justification aux crimes de guerre commis par l'OTAN ».
- Les groupes Fiat et EDF prennent à la suite d'une double OPA le contrôle à 52,09 % du groupe énergétique italien Montedison et de sa filiale électrique Edison.
- Les Chinois rendent aux Américains l'avion espion EP-3 Aries, intercepté le 1er avril précédent sur l'île de Hainan. Il est embarqué en pièces détachées à bord d'un avion Antonov-124 à destination de Marietta dans l'État américain de Géorgie.
- Libreville (Gabon) : signature du traité instituant la Commission du Golfe de Guinée[1].

## Mercredi4 juillet 2001
- En France :
  - En marge de l'affaire des abus sociaux de la ville de Paris, le Premier ministre Lionel Jospin demande un rapport sur les fonds secrets.
  - Cinq députés de Démocratie libérale, François Goulard, François d'Aubert, Pascal Clément, Laurent Dominati et Philippe Houillon, proposent de créer une commission d'enquête parlementaire sur les conséquences de l'infiltration de l'appareil d'État par des organisations extrémistes trotskistes.
    - Ces députés soulignent que de récentes informations publiées dans la presse française font état d'une stratégie d'entrisme pratiquée dans les années 1970 par des organisations trotskistes. Cette stratégie avait pour but de placer aux plus hautes responsabilités de l'appareil d'État des personnes dont l'objectif était la destruction de cet État par des moyens révolutionnaires, or, il apparaît que depuis une vingtaine d'années, un certain nombre de militants de ces réseaux clandestins sont parvenus à des postes institutionnels ministériels ou diplomatiques stratégiques, ajoutent-ils.

## Jeudi5 juillet 2001
- En France, Michèle Alliot-Marie, alors députée RPR, juge la demande de rapports sur les fonds secrets faite par le Premier ministre Lionel Jospin, comme dilatoire et hypocrite et suggère d'en geler l'utilisation.
  - Le Premier ministre Lionel Jospin réplique « Pourquoi ne pas geler l'État ? ».
- En Algérie, de nombreux barrages de gendarmerie ont été mis en place aux portes d'Alger pour empêcher la venue de plusieurs milliers de délégués des villages et des tribus de Kabylie. Une manifestation, regroupant quelques centaines d'entre eux, qui avaient pu passer, a pu avoir lieu sur la place du 1er mai.
- Les chefs des quatre principaux partis politiques de Macédoine, serbes et albanais, sont tombés d'accord, sur le principe d'un projet de réforme de la Constitution.

## Vendredi6 juillet 2001
- Le gouvernement du Zimbabwe a lancé un appel à l’aide internationale pour empêcher une famine en dépit des mois passés à nier que des pénuries alimentaires étaient imminentes. Le pays devra importer 600 000 tonnes de maïs et 200 000 tonnes de blé. 
  - Cette famine est exclusivement due à la politique de harcèlement des partisans du président Mugabe, mise en œuvre afin de chasser les fermiers blancs de leurs terres : violences sur les personnes et meurtres, destructions des récoltes, incendies, vols...
- Accident au parc de Pourtales

## Samedi7 juillet 2001
- En Angleterre, du 7 au 8 juillet, à Bradford dans le nord du pays, de violents affrontements raciaux, se sont déroulés entre jeunes originaires du sous-continent indien et jeunes blancs.
- Aux États-Unis : après Monica Lewinsky, une nouvelle affaire de jeune stagiaire agite la capitale américaine. Il s'agit de la mystérieuse disparition de Chandra Levy, une jeune californienne de 24 ans, passionnée de politique, et de sa relation avec le député à la chambre des représentants Gary Condit.
- Sport : départ du 88e Tour de France cycliste, remporté pour la troisième année consécutive par l'américain Lance Armstrong.

## Lundi9 juillet 2001
- En France, le procureur général de la Cour d'appel de Paris, Jean-Louis Nadal estime l'avis du procureur Jean-Pierre Dintilhac discutable dans l'affaire des abus sociaux de la ville de Paris. 
  - Celui-ci avait indiqué aux juges d'instruction qu'ils sont compétents pour entendre le Président Jacques Chirac.
- Au Chili, la Cour d'appel de Santiago suspend les poursuites contre le général Augusto Pinochet.
- Du 9 au 11 juillet, 37e sommet de l'Organisation de l'unité africaine (OUA), à Lusaka en Zambie, dominé par le président libyen Kadhafi.
  - Ce sommet est le dernier de cette organisation, car elle doit se transformer en Union africaine et Amara Essy, l'ancien ministre ivoirien des Affaires étrangères est nommé secrétaire général.
- Sport : Le Real Madrid annonce l'achat à la Juventus du joueur français de football Zinédine Zidane pour la somme record de 490 millions de francs (74,7 millions d'euros).

## Mardi10 juillet 2001
- En France :
  - Dans l'affaire des abus sociaux de la ville de Paris, 4 collaborateurs de l'ancien maire de Paris Jacques Chirac sont entendus par les juges et les policiers de la brigade financière. Parmi eux son conseiller à l'Élysée Maurice Ulrich.
  - Yves Cochet (Les Verts) est nommé ministre de l'Environnement et de l'Aménagement du territoire, et remplace Dominique Voynet démissionnaire.
- En Espagne, Un attentat à la voiture piégée est revendiqué par l'ETA près de Madrid.

## Mercredi11 juillet 2001
- En France, dans l'affaire des abus sociaux de la ville de Paris, Claude Chirac est entendue par les juges et les policiers de la brigade financière.
- Aux États-Unis, le juge chargé du procès Napster a ordonné que le système d'échange de fichiers reste fermé, afin d'assurer une efficacité à 100 % contre les téléchargements indus de musique. Coup dur fatal pour cette entreprise symbole du piratage de musique en ligne.

## Jeudi12 juillet 2001
- Du 12 au 23 juillet, sixième mission d'assemblage de la station internationale spatiale (ISS).

## Vendredi13 juillet 2001
- Du 13 au 16 juillet, réunion à Moscou du Comité international olympique (CIO) :
  - La ville de Pékin en Chine est choisie, au second tour, avec 56 voix, pour organiser les Jeux olympiques d'été en 2008.
  - La ville de Paris, n'est qu'en troisième position avec 18 voix, bien que le premier ministre Lionel Jospin soit venu encourager le dossier français. « Not good enough », fut la réponse, et il s'agit là d'une véritable claque, malgré le déplacement de Bertrand Delanoë, Marie-George Buffet, Jean-Paul Huchon, Claude Bébéar et Zinédine Zidane.
    - Le maire de Paris Bertrand Delanoë a, sur le coup de la colère, renoncé à présenter le dossier de Paris pour ceux de 2012, alors que ce sera cette fois le tour de l'Europe de les recevoir.

  - Le 16, le Belge Jacques Rogge est élu Président du CIO, en remplacement de l'Espagnol Juan Antonio Samaranch après 21 ans de présidence.

## Samedi14 juillet 2001
- En France : 
  - Le roi d'Espagne Juan Carlos d'Espagne et la reine Sophie sont les invités d'honneur du défilé du 14 juillet auquel participe un détachement de la garde royale espagnole.
  - Le Président Jacques Chirac attaque vigoureusement le bilan du gouvernement de Lionel Jospin, se dit victime d'une « présomption de culpabilité », dans l'affaire des abus sociaux de la ville de Paris, et estime que les rave-parties « sont un élément de la culture techno et » qu'elles « ont leur charme ».
- En Espagne :
  - Un attentat à l’explosif cause la mort d'un conseiller municipal à Leitza en Navarre, au Pays basque.
  - Un haut responsable de la police locale basque est tué à Saint-Sébastien.
- Du 14 au 16 juillet, visite officielle du Président pakistanais Pervez Musharraf à l'invitation du Premier ministre indien Atal Behari Vajpayee. Le sommet d'Agra confirme un désaccord persistant sur le Cachemire, mais les deux hommes décident de se revoir.

## Dimanche15 juillet 2001
- En Bulgarie, élections législatives qui voient la victoire électorale de l'ancien roi Siméon II de Bulgarie.
- Formule 1 : Grand Prix de Grande-Bretagne.

## Lundi16 juillet 2001
- Du 16 au 18 juillet, visite d'État en Russie du président chinois Jiang Zemin, et signature d'un traité « d'amitié et de coopération ».
- mort de Maurice de Bevere a Bruxelles (a 77 ans)
- Israël-Palestine :
  - Un attentat-suicide palestinien à la gare routière de Binyamina, au nord de Tel-Aviv cause la mort de 2 israéliens et du kamikaze.
  - En riposte, l'armée israélienne bombarde les forces de sécurité palestinienne de Jénine et de Tulkarem en Cisjordanie.

## Mardi17 juillet 2001
- En France, dans l'affaire des abus sociaux de la ville de Paris, les juges se déclarent incompétents pour interroger le Président de la République Jacques Chirac.
- En Bulgarie, après sa victoire aux élections législatives, l'ancien roi Siméon II de Bulgarie, est chargé de former le nouveau gouvernement.
- Au Royaume-Uni, un Concorde des British Airways effectue son premier vol d'essai depuis le crash du 25 juillet 2000 à Gonesse.
- L'armée israélienne effectue un bombardement ciblé à Bethléem et tue 4 palestiniens dont le chef local du Hamas.
- En Italie, le volcan Etna entré en éruption menace le village de Nicolosi dont les habitants doivent être évacués.

## Mercredi18 juillet 2001
- En France, le Premier ministre Lionel Jospin rend public le rapport sur les fonds secrets.
- L'armée israélienne déploie des chars en Cisjordanie.

## Jeudi19 juillet 2001
- Attaqués, des colons israéliens tirent et tuent 3 palestiniens près de Hébron.

## Vendredi20 juillet 2001
- En France : 
  - Publication de la loi n°2001-647 relative à la prise en charge de la perte d'autonomie des personnes âgées et à l'allocation personnalisée d'autonomie.
  - Sondage IFOP, indices de popularité : Jacques Chirac 54 % (-7), Lionel Jospin 49 % (-2).
- Du 20 au 22 juillet, à Gênes en Italie, sommet du G-8, sous la menace des manifestations altermondialistes. De violents combats de rues éclatent entre environ 150 000 manifestants et les forces de l'ordre da bilan : 1 mort (l'étudiant Carlo Giuliani), 2 blessés graves et une polémique politique sur l'attitude des forces de l'ordre.

## Samedi21 juillet 2001
- Croatie : le 86e congrès mondial d’espéranto s’ouvre à Zagreb, jusqu’au 28 juillet. Il a pour thème « Une culture de dialogue, un dialogue entre cultures ».

## Lundi23 juillet 2001
- En France :
  - À l'île d'Yeu, plus de 600 personnes se sont réunies à l'occasion du cinquantième anniversaire du décès du Maréchal Philippe Pétain, à l'appel de l'Association pour la défense de la mémoire du maréchal Pétain (ADMP), présidée par le général d'aviation Jacques Le Groignec.
  - En Corse, attentat à l'explosif contre la gendarmerie de Borgo : 16 personnes blessées.
- En Indonésie, le parlement vote la destitution du Président Abdurrahman Wahid et le remplace par la vice-présidente Megawati Sukarnoputri.
- Technologies : Le W3C crée un « comité des sages » pour fixer les règles de l'architecture du Web.

## Mardi24 juillet 2001
- Le Premier ministre français Lionel Jospin effectue une visite officielle à Bucarest en Roumanie.
- Au Kosovo, le Président George W. Bush vient rendre visite au contingent américain de la KFOR.
- Au Sri Lanka, 14 membres d'un escadron suicide des LTTE attaquent l'aéroport de Colombo, détruisant plusieurs appareils militaires et avions de ligne. 18 personnes trouvent la mort.

## Jeudi26 juillet 2001
- Du 26 au 28 juillet, visite officielle du Président Jacques Chirac dans chacun des 3 Pays-baltes : Lituanie, Lettonie et Estonie.

## Samedi28 juillet 2001
- Visite officielle en Chine du secrétaire d'État américain Colin Powell.
- Investiture officielle du nouveau Président du Pérou, Alejandro Toledo, élu démocratiquement le 3 juin dernier.

## Dimanche29 juillet 2001
- En Pologne, décès à l'âge de 88 ans de l'ancien dirigeant communiste Edward Gierek au pouvoir de 1970 à 1980.
- Sport : 
  - le 88° Tour de France cycliste est remporté pour la troisième année consécutive par l'américain Lance Armstrong.
  - Formule 1 : Grand Prix automobile d'Allemagne.

## Lundi30 juillet 2001
- En France :
  - Un convoyeur de fonds est tué dans l'attaque d'un fourgon blindé à Vénissieux dans le département du Rhône.
  - Importante mutinerie à la maison d'arrêt de Grasse dans les Alpes-Maritimes à la suite du décès d'un détenu mineur : 13 blessés dont 2 chez les gardiens.
- À Taïwan, le typhon Toraji cause de nombreux dégâts et la mort de 69 personnes et 150 autres disparues.

## Mardi31 juillet 2001
- Résolution 1365 du Conseil de sécurité des Nations unies, prorogeant le mandat actuel de la FINUL au Liban.
- L'armée israélienne effectue un bombardement ciblé contre un bâtiment de abritant des bureaux du Hamas à Naplouse : 8 Palestiniens tués dont 2 enfants.

## Naissances
- 1er juillet :
  - Andrew, footballeur brésilien
  - Chosen Jacobs, chanteur américain
- 3 juillet :
  - Leo Greiml, footballeur autrichien
  - Isis Holt, athlète handisport australienne
- 4 juillet :
  - Reda Khadra, footballeur allemand
  - Alan Varela, footballeur argentin
- 8 juillet :
  - Szymon Czyż, footballeur polonais
  - Benjamin Nygren, footballeur suédois
- 9 juillet : Goh Young-joon, footballeur sud-coréen
- 11 juillet : Alya Gara, nageuse tunisienne
- 12 juillet :
  - Yari Verschaeren, footballeur international belge
  - Iliana Rupert, joueuse française de basket-ball
- 13 juillet :
  - Jakub Markovič, footballeur tchèque.
  - Kwadwo Opoku, footballeur ghanéen.
- 16 juillet : Kendra Chéry, joueuse de basket-ball française
- 18 juillet :
  - Faride Alidou, footballeur allemand
  - Enzo Fittipaldi, petit-fils de l'ancien champion du monde de Formule 1
- 19 juillet : Adrian Leon Barišić, footballeur bosnien
- 20 juillet : Álex Baena, footballeur espagnol
- 23 juillet : Christian Lundgaard, pilote automobile danois
- 25 juillet : Csaba Bukta, footballeur hongrois
- 26 juillet : Lucas de los Santos, footballeur uruguayen
- 27 juillet : Lewin Blum, footballeur suisse
- 29 juillet :
  - Mekides Abebe, athlète éthiopienne
  - Julia Szczurowska, joueuse de volley-ball polonaise
- 30 juillet :
  - Margot Béziat, céiste française
  - Sota Kawasaki, footballeur japonais
  - Daniel Ruiz Rivera, footballeur colombien

## Décès
- 12 juillet : Dora Emilia Mora de Retana, botaniste costaricienne (° 24 août 1939).
- 14 juillet : Guy de Lussigny, peintre français (° 30 août 1929).
- 16 juillet : Julijan Knežević, orthodoxe higoumène (° 19 août 1918).
- 16 juillet : Morris, dessinateur de bande dessinée belge.
- 25 juillet : Phûlan Devî, « ex-reine de bandits » puis député indien.
- 26 juillet : Giuseppe Maria Sensi, cardinal italien de la curie romaine (° 27 mai 1907).
- 31 juillet :
  - Poul Anderson, écrivain de science-fiction et de fantasy américain.
  - Francisco da Costa Gomes, militaire et homme politique portugais, ancien président du Portugal de 1974 à 1979.